# Электроника 24-01
«Электроника 24-01. Игра на экране: Микки Маус» — электронная игра, одна из серии первых советских игровых консолей с жидкокристаллическим экраном, производимых под торговой маркой «Электроника», аналог игры «Ну, погоди!», которая, в свою очередь, является неофициальным клоном Nintendo EG-26 Egg из серии Nintendo Game & Watch.

## Описание игры
Игра полностью совпадает с игрой «Ну, погоди!», отличаясь только персонажами (Микки Маус — Волк, Минни — Заяц).
Управляя Микки Маусом, который может занимать четыре позиции, требуется наловить в корзину как можно больше яиц, скатывающихся с лотков. За пойманное яйцо игроку добавляется одно очко. Сначала яйца падают медленно и появляются со значительным интервалом, но постепенно их становится больше, а в дальнейшем увеличивается и темп игры.
Если игрок не поймал яйцо, оно падает на пол и разбивается. В случае падения яйца игроку добавляется штрафное очко, которое обозначается изображением вылупляющегося цыплёнка. Если падение произошло в присутствии Минни, высунувшейся из чердака в левом верхнем углу, то игроку добавляется лишь половина штрафного очка; при этом из разбившегося яйца выскакивает цыплёнок, а изображение цыплёнка на штрафном табло мигает. При достижении 200 и 500 очков штрафные очки аннулируются, при этом скорость игры несколько замедляется. По достижении 999 очков счёт обнуляется, игра продолжается по тем же правилам, но в ускоренном темпе.
При получении трёх штрафных очков игра прекращается.
Игра имеет две степени сложности, выбираемые нажатием кнопкок «Игра 1» и «Игра 2», расположенными в правом верхнем углу игры. Игра 1 отличается тем, что яйца катятся не со всех четырёх, а только с трёх лотков. Под этими двумя кнопками находится кнопка «Время», при помощи которой игра переключается в режим часов. При этом на цифровом табло отображается текущее время, а на игровом экране происходит «автоматическая игра» в замедленном темпе. Игра всё время находится в этом режиме, пока в неё не играют. Справа от этих трёх кнопок находятся утопленные внутрь кнопки изменения настройки времени и сигнала будильника. Игра может служить настольными часами и будильником. На задней стороне игры расположена складывающаяся проволочная опора, позволяющая ставить игру на стол по аналогии с фоторамкой.

## Фотографии

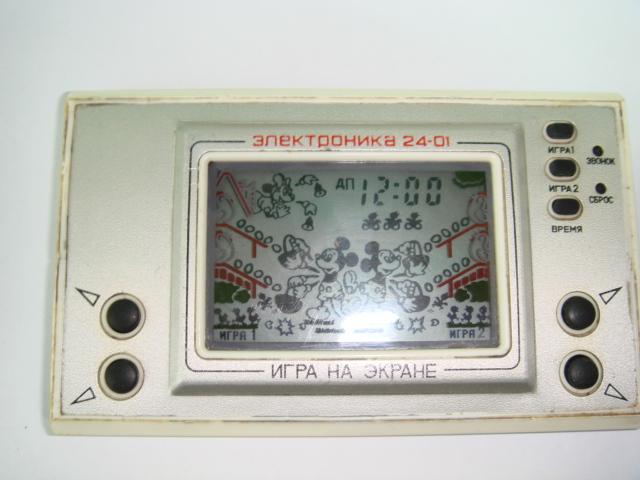
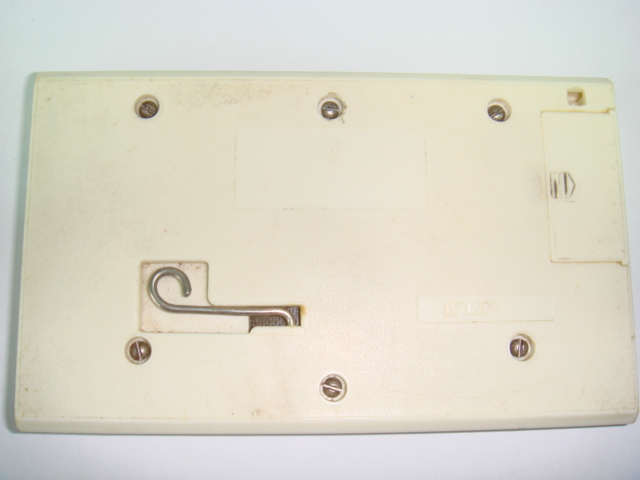
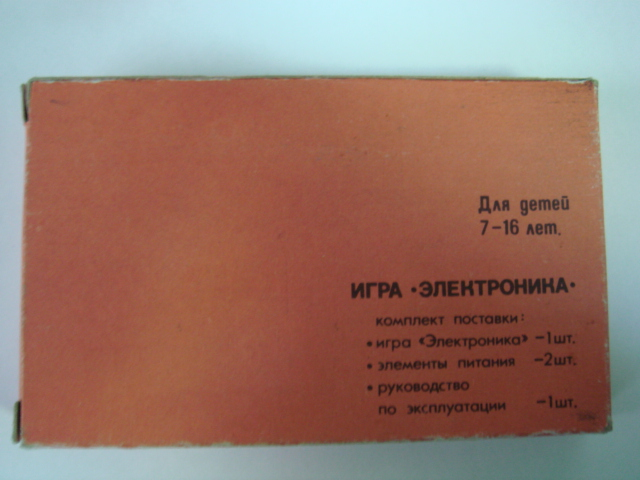